# دانشکده پزشکی اردبیل
دانشکده پزشکی دانشگاه علوم پزشکی اردبیل یکی از دانشکده‌های پزشکی ایران وابسته به دانشگاه علوم پزشکی اردبیل در اردبیل است. این دانشکده در سال ۱۳۷۲ بنیانگذاری شد و دارای ۵ بیمارستان آموزشی است.

## تاریخچه
دانشکده پزشکی اردبیل در سال ۱۳۷۲ بنیانگذاری شد. هم‌اکنون ریاست این دانشکده را دکتر یوسف محمدی کبار برعهده دارد.